# ISL Online
ISL Online je registrirana blagovna znamka podjetja XLAB d.o.o., člana Tehnološkega parka Ljubljana, ki ponuja programsko opremo za nadzor oddaljenega namizja in videokonference preko spleta.

## Izdelki
Paket ISL Online vključuje 4 izdelke:
ISL Light – podpora na daljavo preko delitve namizja
ISL AlwaysOn – dostop do oddaljenega računalnika
ISL Pronto – spletni pogovor v živo 
ISL Groop – spletni sestanek

ISL Online podpira okolja Windows, Linux, Mac, Android, Windows Mobile 6.5 in iOS.